# 遊戲結束 (書籍)
《游戏结束》是戴维·谢弗所作的纪实书籍，成书于1993年，由兰登书屋（纽约）出版。
繁體中譯本題為《任天堂大旋風》，由李璞良翻譯，絲路出版社1994年出版；簡體中译本题为《游戏结束：任天堂全球征服史》，由吕敏翻译，新星出版社2020年出版。

## 概述
《游戏结束》介绍任天堂至1993年的歷史，講述公司崛起，成为全球电子游戏业巨头的历程。该书亦回顾全球电子游戏业1960至1990年代的历史。
儘管書籍副標題危言聳聽，但內容相當中立：書中在介紹公司歷史的同時，分析了公司商業行為的利弊。謝夫認為，因日本較容忍壟斷，任天堂才取得不少成功 。謝夫還稱，「兒童打遊戲情不自禁、停不下來」，書籍副標題「奴役您的孩子」（Enslaved Your Children）並非妄言。
作者採訪了諸多業內人士，如霍華德·林肯、諾蘭·布什內爾、宮本茂、阿列克谢·帕基特诺夫，以及匿名受訪者。美國玩家稱：書中多名任天堂歷史要人，規格「史無前例」；此書可謂任天堂史「權威之作」，是後世大多數書籍、文章的範本。

## 版本
《游戏结束》问世以来，以不同副标题多次再版，例如“游戏结束：任天堂主导电子游戏之役”（Game Over: Nintendo's Battle to Dominate Videogames）。
1994年，Vintage出版社再版该书，题为“游戏结束：任天堂如何征服世界”（Game Over: How Nintendo Conquered the World）。戴维·谢弗撰写再版序言，言及1990年代初的电子游戏内容争议。
1999年，修订版发行，题为“游戏结束：按开始键继续——马里奥的长大”（Game Over: Press Start to Continue – The Maturing of Mario），引用了任天堂标志角色马里奥。除勘误外，安迪·埃迪还执笔新章节、增添新相片。
繁體中譯本題為《任天堂大旋風》，由李璞良翻譯，絲路出版社1994年出版。
簡體中译本题为《游戏结束：任天堂全球征服史》，由吕敏翻译，新星出版社2020年出版。

## 评价
《次世代》杂志称赞该书内容广、调研精、简单易读。但杂志指出，该书讲任天堂故事时常绕远路——与其称任天堂专著，不如谓之游戏通史。杂志最后称，“《次世代》视《游戏结束》为日常参考指南，我们亦再找不出更好的推荐品了”。